# Lesnoi (Buriàtia)
|  | Per a altres significats, vegeu «Lesnoi». |

Lesnoi (en rus: Лесной) és un poble (un possiólok) de la República de Buriàtia, a Rússia, segons el cens del 2010 tenia 6 habitants.